# Dystacta alticeps
Dystacta alticeps är en bönsyrseart som beskrevs av Hermann Rudolph Schaum 1852. Dystacta alticeps ingår i släktet Dystacta och familjen Mantidae. Inga underarter finns listade i Catalogue of Life.